# Spirorbis annulus
Spirorbis annulus är en ringmaskart som beskrevs av Brown in Mörch 1863. Spirorbis annulus ingår i släktet Spirorbis och familjen Serpulidae. Inga underarter finns listade i Catalogue of Life.